# Всіхсвятська церква (Старий Іржавець)
Всіхсвятська церква — дерев'яна церква в селі Старий Іржавець, Оржицький район, Полтавська область.

## Історія
Дерев'яна, в ім'я Всіх Святих церква в с. Старий Іржавець Лубенського повіту (тепер Оржицького району) збудована 1802 коштом поміщика Олексія Семеновича Слинька за участю парафіян. Пізніше стараннями поміщика Йосипа Васильовича Косюри церква поставлена на мурований цоколь. У 1897 коштом потомственого почесного громадянина Федора Черниша до церкви було прибудовано дерев'яну дзвіницю.
У 1902 володіла 6 дес. 822 кв. саж. землі церковної, у тому числі 0,5 дес. садибної; 33 дес. ружної. Мала церковну сторожку. Діяли бібліотека, церковнопарафіяльна школа (містилася в церковному будинку).
До парафії входило с. Мар'янівка. 1902 парафіян — 920 душ чоловічої, 924 душі жіночої статі; 1912 парафіян привілейованих станів — 19, міщан — 3, козаків- 1316, селян — 565.

## Сучасність
У новітній час громада зареєстрована 31.03.1993 за № 141. Богослужіння проводяться в культовій споруді.

## Відомі служителі
із священиків:
- Леонід Григорович Клепачевський (1902, 1912, у сані з 1884, нагороджений скуфією 1896),
- Яків Гаврилович Колесник (1973–1974),
- ієрей Михаїл Прищ (2008);

із псаломщиків:
- диякон Ілля Фомин Пушков (1902, у сані з 1885),
- Митрофан Андрійович Срібний (1912);

із церковних старост:
- козак Василь Федорович Надвірний (1902, 1912),
- Ганна Федорівна Мойсеєнко (2008).